# Энтеросорбенты
Энтеросорбенты — лекарственные средства различной структуры, осуществляющие связывание экзо- и эндогенных веществ в ЖКТ путём адсорбции (активированный уголь, кремния диоксид коллоидный, полиметилсилоксана полигидрат). Код АТХ: A07B Адсорбирующие кишечные препараты .
При этом энтеросорбент не вступает с сорбируемым веществом в химическую реакцию и не вызывает биохимических изменений крови. Используется процесс физиологической фильтрации и реабсорбции жидкости из сосудистого русла в просвет кишечника его ворсинками. Продукты, которые вышли вместе с жидкой частью крови, контактируют с энтеросорбентом, принятым накануне внутрь, фиксируются на нём и вместе с ним выводятся из организма. Учитывая то, что кишечные ворсинки способны пропускать все ингредиенты, молекулярная масса которых ниже массы альбумина, а токсичные субстанции в своей основе именно среднемолекулярной массы, становится понятной эффективность энтеросорбции в ликвидации эндотоксикозов.

## История
- Лекари Древней Руси использовали с этой целью березовый или костный уголь. Древние римляне также пользовались углем для очистки воды, пива и вина.
- На протяжении столетий древесным углем и порохом присыпали раны раненым на поле боя.
- Авиценна впервые предложил методы энтеросорбции с профилактической целью. В своем «Каноне врачебной науки», говоря об искусстве сохранения здоровья, из семи постулатов этого искусства на третье место ставил методы очистки организма от «излишков».
- Гиппократ: «Медицина – это отнятие лишнего и добавление необходимого».
- В Петербурге в XVIII в., когда были открыты сорбционные свойства углей, Т. Е. Ловиц подвел теоретическую базу под метод энтеросорбции[источник не указан 3827 дней]. С появлением антибиотиков интерес упал.
- к. 60-70 гг. XX в. появились прямые аппаратные методы очистки крови.
- 70-80 гг. – появление сорбентов нового поколения (Чернобыльская АЭС, вред крупных городов, рост резистентности к антибиотикам и бактериофагам).
- Энтеросорбенты были апробированы в клиниках различного профиля при лечении разного рода заболеваний и осложнений[3][4].

## Основные свойства
Все препараты имеют три общих основных свойства, которые наиболее сильно влияют на различие в показаниях к применению и силе воздействия:
- сорбционная ёмкость — (количество вещества, которое может поглотить сорбент на единицу своей массы)
- способность сорбировать разного размера и массы молекулы и бактериальные клетки, что для энтеросорбентов (в отличие от сорбентов в целом) даже важнее, чем первое.
- активная поверхность энтеросорбента — м.кв./г - общая площадь адсорбирующей поверхности на единицу массы препарата.

## Механизмы действия энтеросорбентов
Основные механизмы действия энтеросорбентов:
- поглощение токсических веществ, попадающих в желудочно-кишечный тракт (ЖКТ) извне;
- поглощение токсинов, диффундирующих в просвет кишечника из крови;
- связывание токсических веществ, выделяющихся с пищеварительными соками;
- поглощение токсических метаболитов, образующихся в ЖКТ (индол, скатол и др.);
- сорбционная модификация диеты за счет избирательного поглощения аминокислот и свободных желчных кислот;
- фиксация и перенос физиологически активных веществ (ферменты, желчные кислоты и т. д.);
- изменение объёма неперевариваемого остатка по типу пищевых волокон;
- каталитическое действие.

Дополнительными механизмами действия энтеросорбентов являются:
- обволакивающее и цитопротекторное действие;
- структуризация кишечного содержимого;
- образование агрегатов и флокулятов, содержащих микробы и вирусы;
- прямое бактерицидное действие;
- комплексообразование и хелатирование;
- модификация химического состава кишечного содержимого, неблагоприятная для размножения патогенной флоры.

## Остальные свойства
Остальные свойства этой группы препаратов не являются их отличительной особенностью, так как могут относиться к любым другим веществам и препаратам, и разные производители энтеросорбентов придают им разную степень значимости. К этим свойствам относятся: степень токсичности, биосовместимость с тканями, степень травматического воздействия на ткани слизистой оболочки, и т. д.

## Классификация энтеросорбентов
Энтеросорбенты производятся в виде различных лекарственных форм: гранулы, порошки, таблетки, капсулы, пасты и другие. Согласно АТХ выделяют:
- A07B: Энтеросорбенты
- A07BA01: активированный уголь, в том числе, в комбинации с другими средствами (A07BA02).
- A07BB: препараты висмута.
- A07BC: другие энтеросорбенты:
  - A07BC01: пектины.
  - A07BC02: каолин.
  - A07BC03: повидон.
  - A07BC04: палыгорскит.
  - A07BC05: диосмектит.

Кроме того, в России и ещё нескольких странах в качестве энтеросорбента применяются кремния диоксид коллоидный и полиметилсилоксана полигидрат. Приведенная ссылка [6] не соответствует написанному, в указанной статье нет информации о применяемых только в России энтеросорбентах.
По механизмам сорбции различают адсорбенты (кремния диоксид коллоидный), абсорбенты (активированный уголь), ионообменные материалы, сорбенты с катаболическими свойствами, сорбенты с сочетанными механизмами. По селективности — селективные, моно-, би-, полифункциональные, неселективные (угли активированные, природные препараты — лигнин, хитин, целлюлоза)

## Выбор энтеросорбента для конкретных клинических случаев
По данным завершившихся экспериментальных исследований, применение сорбентов с максимально большой поверхностью, которая обеспечивается тонкими порами, в состоянии сдвинуть мгновенно все установившиеся равновесия в непредсказуемую сторону. Именно поэтому активные угли потеряли свою значимость в широкой медицинской практике и особенно – в педиатрии. 
Наряду с текстурой сорбентов большую роль для сорбции имеет химическая природа поверхности.
Если рассчитывать на возможность взаимодействия сорбируемого вещества и сорбента уже в желудке, лучшая кинетика характерна для порошкообразных материалов. Гранулированные препараты могут сохранять сорбционную способность более длительное время, что позволяет пролонгировать сорбцию в дистальных отделах ЖКТ.
Рассматривая секвестрацию желчных кислот и холестерина, необходимо упомянуть о целесообразности естественного пути коррекции, основанного на составлении сбалансированных диет с большим количеством пищевых волокон.
Активированный уголь имеет недостаточную сорбционную ёмкость и может применяться не так широко, как сорбенты нового поколения.
Отрицательным фактором ряда сорбентов является сорбция витаминов, минеральных солей и других полезных веществ, а также неспецифическая сорбция ферментов (пепсина, трипсина, амилазы), что требует коррекции заместительной терапией ферментными препаратами. Что касается диоксида кремния коллоидного, то при исследовании длительного введения препарата в разных дозах было выявлено, что в терапевтических дозах он не вызывает заметных сдвигов в активности ферментов слизистых оболочек кишечника; отличается меньшим (по сравнению с другими сорбентами) выведением витаминов и микроэлементов и быстрым восстановлением обычных уровней без дополнительной лекарственной нагрузки.
При различных заболеваниях, при которых применяются сорбенты, наблюдаются явления дисбактериоза. Сегодня считается, что практически все энтеросорбенты улучшают состояние при дисбактериозе.